# Frances (film)
Frances (v anglickém originále Frances) je americký dramatický film z roku 1982. Režisérem filmu je Graeme Clifford. Hlavní role ve filmu ztvárnili Jessica Lange, Kim Stanley, Sam Shepard, Bart Burns a Jonathan Banks.

## Ocenění
Jessica Lange a Kim Stanley byly za své role nominovány na Oscara a Zlatý globus, ani jednu z nominací ale v cenu neproměnily. 

## Obsazení
| Jessica Lange    | Frances Farmer           |
| Kim Stanley      | Lillian Van Ornum Farmer |
| Sam Shepard      | Harry York               |
| Bart Burns       | Ernest Farmer            |
| Jonathan Banks   | Hitchhiker               |
| Jeffrey DeMunn   | Clifford Odets           |
| Kevin Costner    | Luther                   |
| Zelda Rubinstein | pacientka                |
| Anjelica Huston  | pacientka                |